# فريدريك إيرب
فريدريك إيرب (بالإنجليزية: Frederick Earp)‏ هو فلاح نيوزيلندي، ولد في 27 أكتوبر 1841، وتوفي في 8 أغسطس 1928.